# آگوست آله
آگوست آله (انگلیسی: August Alle؛ ۳۱ اوت ۱۸۹۰ – ۸ ژوئیهٔ ۱۹۵۲) نویسنده و شاعر اهل استونی بود.
وی پس از تحصیل در رشته پزشکی در استونی قبل از آنکه کاملاً به نویسندگی مشغول شود به‌عنوان روزنامه‌نگار و مدرس شروع به کار کرد. وی که به‌عنوان ستون‌نویس و منتقد شناخته می‌شد با انتشار مجموعه اشعار Carmina Barbata در سال ۱۹۲۱ شناخته شد. نوشته‌های او عمداً خشن، کنایه‌آمیز و هجوآمیز بود. اشعار آگوست آله به شدت مخالف تمایلات فاشیستی در اروپا در آن زمان بود.